# アイリンクス
アイリンクス株式会社は福岡県福岡市に本社を置く、健康食品・サプリメントの通信販売の専門会社である。
2019年には福岡県福岡市中央区平尾と福岡県糟屋郡志免町に企業主導型保育園「はぴねす保育園」を開園した。

## 沿革
- 2000年（平成12年）

2月 - 郵政関連事業を主として行う為、株式会社プロスより独立しプロス物産株式会社を設立。
- 2004年（平成16年）

9月 - 代表取締役社長に石井和俊が就任。「三和グループ」として営業開始。
- 2007年（平成19年）

3月 - プロス物産株式会社より現社名アイリンクス株式会社へ社名変更。
3月 - 福岡市中央区平尾より現住所への移転。
- 2015年（平成27年）

3月 - 代表取締役社長に石井清悟が就任。
- 2016年（平成28年）

8月 - グループ会社の「株式会社いとあぐり」と合併。
- 2019年（令和元年）

4月 - 企業主導型保育園 「はぴねす保育園」 2園開園。

## ブランド
健康食品やサプリメントの開発・販売事業としてふくふく本舗を展開する。

## 事業内容
- 小売事業
- 飲食事業
- 保育事業